# Jayden Gardner
Jayden David Darrel Gardner (Durham, 14 mei 2000) is een Amerikaans basketballer.

## Carrière
Gardner speelde collegebasketbal van 2018 tot 2021 voor East Carolina Pirates. Daarna speelde hij twee seizoenen voor de Virginia Cavaliers. In 2023 werd hij niet gekozen in de NBA draft en tekende zijn eerste profcontract bij Kortrijk Spurs in de BNXT League. Hij tekende voor het seizoen 2024/25 bij de Duitse eersteklasser SC Rasta Vechta.